# لی لان
لی لان (انگلیسی: Li Lan؛ زادهٔ ۱۲ ژوئیهٔ ۱۹۶۱) بازیکن هندبال اهل چین بود.